# Chaunax flavomaculatus
Chaunax flavomaculatus, tên thông thường là cá mõm ếch đốm vàng, là một loài cá biển thuộc chi Chaunax trong họ Chaunacidae. Loài này được mô tả lần đầu tiên vào năm 2013.

## Danh pháp khoa học
Danh pháp khoa học của loài cá này, flavomaculatus, được ghép từ 2 âm tiết trong tiếng Latinh: flavo có nghĩa là "màu vàng", còn maculatus có nghĩa là "chấm, đốm", ám chỉ đến các mảng đốm màu vàng trên lưng của chúng.

## Phân bố và môi trường sống
C. flavomaculatus có phạm vi phân bố ở vùng biển Tây Nam Thái Bình Dương. Loài này chỉ được biết đến ở ngoài khơi phía bắc New Zealand. Chúng được tìm thấy ở độ sâu khoảng từ 353 đến 375 m.

## Mô tả
Chiều dài tối đa được ghi nhận ở C. flavomaculatus có kích thước khoảng 12,2 cm. Màu sắc khi các mẫu vật còn sống: Cơ thể có màu hồng nhạt với các đốm lớn màu vàng ở trên lưng. Tất cả các vây của C. flavomaculatus có màu vàng. Vây ngực có hình cánh quạt. Đầu có một mẩu thịt gọi là esca, đặc trưng của bộ Cá vây chân. Màu sắc của các mẫu vật đã được ngâm rượu: màu trắng kem.
Số gai ở vây lưng: 3; Số tia vây mềm ở vây lưng: 12 (tia thứ nhất ngắn nhất); Số gai ở vây hậu môn: 0; Số tia vây mềm ở vây hậu môn: 7 (tia thứ nhất ngắn nhất); Số tia vây mềm ở vây ngực: 13 (tia thứ 4 hoặc 5 thường dài nhất); Số tia vây mềm ở vây đuôi: 9.